# Pseudoarabidopsis
Pseudoarabidopsis là chi thực vật có hoa trong họ Cải.